# Teodorów (powiat wołomiński)
Teodorów – wieś w Polsce położona w województwie mazowieckim, w powiecie wołomińskim, w gminie Dąbrówka. Ma status sołectwa.
W latach 1975–1998 miejscowość należała administracyjnie do województwa ostrołęckiego.